# پتفورک (کنتاکی)
پتفورک (به انگلیسی: Pathfork) یک منطقهٔ مسکونی در ایالات متحده آمریکا است که در شهرستان هارلن، کنتاکی واقع شده‌است. پتفورک ۳۷۹ نفر جمعیت دارد و ۳۷۷٫۹۶ متر بالاتر از سطح دریا واقع شده‌است.